# Batalha de Lund
A Batalha de Lund (em sueco:  Slaget vid Lund; em dinamarquês:  Slaget ved Lund) ocorreu em 4 de dezembro de 1676, a poucos quilómetros a norte da cidade de Lund, na Escânia. Foi um confronto armado sangrento no quadro da Guerra da Escânia, resultando numa vitória inesperada das forças suecas. Este desfecho, não decidiu a guerra, mas a invasão dinamarquesa foi travada e a Escânia permaneceu nas mãos dos suecos. Opôs o exército sueco, com 8 000 soldados sob o comando do rei Carlos XI, ao exército dinamarquês, com 13 000 soldados, sob o comando do rei Cristiano V. 